# Super Bowl XLIII
O Super Bowl XLIII foi a final da Temporada de 2008 da NFL, sendo realizado no estádio Raymond James, em Tampa, Flórida (Estados Unidos), no dia 1 de fevereiro de 2009. O jogo confrotou o campeão da AFC, Pittsburgh Steelers, e o da NFC, Arizona Cardinals. O Steelers venceu por 27 a 23, conquistando seu sexto Super Bowl. Santonio Holmes, Wide Receiver do time vencedor, foi escolhido o melhor jogador em campo.
Com esta vitória, os Steelers se tornou o primeiro time a ter seis títulos de Super Bowl na história de uma franquia. Este também tinha sido a segunda conquista de um Super Bowl por Pittsburgh em quatro anos, após vencer o Super Bowl XL no final da temnporada de 2005. Os Cardinals entraram na final buscando seu primeiro título da NFL desde 1947 (antes da era do Super Bowl), a maior seca de campeonatos da liga. A equipe se tornou um vencedor não esperado durante a temporada regular, vencendo nove jogos e perdendo sete, chegando aos playoffs com a ajuda do treinador Ken Whisenhunt, que havia sido o coordenador ofensivo dos Steelers no Super Bowl XL, e o ressurgimento do veterano quarterback Kurt Warner, que havia sido o MVP do Super Bowl na final de 2000 com outro time, o St. Louis Rams.
Pittsburgh assumiu a liderança no jogo, vencendo por 17 a 7 no intervalo, ajudado pelo retorno de uma interceptação para um touchdown de 100 jardas (um recorde na final) feito pelo linebacker James Harrison. Perdendo por 20 a 7 no quarto período, Arizona marcou dezesseis pontos seguidos, incluindo um safety forçado contra Pittsburgh que levou a um touchdown de 64 jardas pelas pelo wide receiver Larry Fitzgerald, para assumir a liderança no placar pela primeira vez no jogo faltando 2:37 no relógio. Mas os Steelers entõa marcharam 78 jardas que culminou num passe de seis jardas do quarterback Ben Roethlisberger para o wide receiver Santonio Holmes para fazer o touchdown da vitória com trinta e cinco segundos no relógio. Holmes, que terminou o jogo com nove recepções para 131 jardas e um touchdown (incluindo quatro recepções para 73 jardas no drive final), foi nomeado Jogador Mais Valioso do Super Bowl (MVP). Ele se tornou o sexto wide receiver a vencer este prêmio, sendo que metade deles eram jogadores do Steelers também (Lynn Swann e Hines Ward).
A transmissão da NBC atraiu uma média de público de 98,7 milhões de espectadores nos Estados Unidos, fazendo deste o Super Bowl mais assistido da década de 2000 e o evento esportivo mais assistido na América do Norte até aquele momento. Muitos analistas esportivos consideram este jogo como um dos melhores Super Bowls de todos os tempos, devido a performance de alto nível de ambos os times e um final emocionante com a vitória vindo numa das últimas jogadas. Esta partida foi nomeada como a 4ª na lista do NFL Top 10, da NFL Network, do Top 10 Maiores Jogos de Todos os Tempos e ficou em primeiro lugar na lista Top 10 melhores Super Bowls. Até a presente data, este foi o último Super Bowl que os Steelers participaram.
Este foi o último jogo comentado por John Madden, que se aposentou no mês seguinte.

## Pontuações
- 1º Quarto
  - PIT – Jeff Reed, field goal de 18 jardas, 9:45. Steelers 3–0. Jogadas: 9, Jardas: 71, 5:15.
- 2º Quarto
  - PIT – Gary Russell, corrida de 1 jarda (ponto extra: chute de Jeff Reed), 14:01. Steelers 10–0. Jogadas: 11, Jardas: 69, 7:12.
  - ARI – Ben Patrick, passe de 1 jarda de Kurt Warner (ponto extra: chute de Neil Rackers), 8:31. Steelers 10–7. Jogadas: 9, Jardas: 83, 5:27.
  - PIT – James Harrison, interceptação e corrida de 100 jardas (ponto extra: chute de Jeff Reed), 0:00. Steelers 17–7.
- 3º Quarto
  - PIT – Jeff Reed, chute de 21 jardas, 2:11. Steelers 20–7. Jogadas: 16, Jardas: 79, 8:39.
- 4º Quarto
  - ARI – Larry Fitzgerald, passe de 1 jarda de Kurt Warner (ponto extra: chute de Neil Rackers), 7:33. Steelers 20–14. Jogadas: 8, Jardas: 87, 3:57.
  - ARI – Falta (holding) de Justin Hartwig na "end zone" - safety, 2:58. Steelers 20–16.
  - ARI – Larry Fitzgerald, passe de 64 jardas de Kurt Warner (ponto extra: chute de Neil Rackers), 2:37. Cardinals 23–20. Jogadas: 2, Jardas: 67, 21 segundos.
  - PIT – Santonio Holmes, passe de 6 jardas de Ben Roethlisberger (ponto extra: chute de Jeff Reed), 0:35. Steelers 27–23. Jogadas: 8, Jardas: 78, 2:02.
- Final: Pittsburgh Steelers 27, Arizona Cardinals 23